# Werdenberg (Grabs)
Werdenberg è una località del comune di Grabs (distretto elettorale di Werdenberg), nel Cantone di San Gallo, in Svizzera.
Werdenberg è un famoso insediamento urbano medievale con case di legno.

## Monumenti e luoghi di interesse
- Castello di Werbenberg[1]